# Златен век (митология)
Вижте пояснителната страница за други значения на Златен век.
Златната епоха или Златен век (на старогръцки: χρύσεον γένος chrýseon génos „Златен род“, на латински: aurea aetas, aurea saecula „Златна епоха“) е понятие от древната митология. Това е като идеалното състояние на мирната прафаза на историята на човечеството преди създаването на цивилизацията. Според гръцкия мит, възприет и от римляните, тогава социалното положение било оптимално и хората прекрасно живели в хармония с природата, тяхната естествена среда. Войни, престъпления и прегршения тогава са били непознати. По това време властвал титанът Кронос заедно с братята и сестрите си.
През следващата епоха започнали морално падение, жажда за могъщество и собственост и условията за живот се влошили.
Зевс решава да прекрати Златната епоха с големия Девкалионски потоп, Девкалион и Пира са единствените оцелели, понеже Прометей бил заповядал навреме на неговия син Девкалион, да построи един кораб.